# Yehliu
Yehliu (chinois : 野柳 ; pinyin : yěliǔ ; zhuyin : 〡ㄝˇ ㄌ〡ㄡˇ ; litt. « saule sauvage ») est une péninsule et un géoparc, sur la côte nord de Taïwan, entre Taipei et Chilung, célèbre pour de curieuses figures formées par l'érosion.

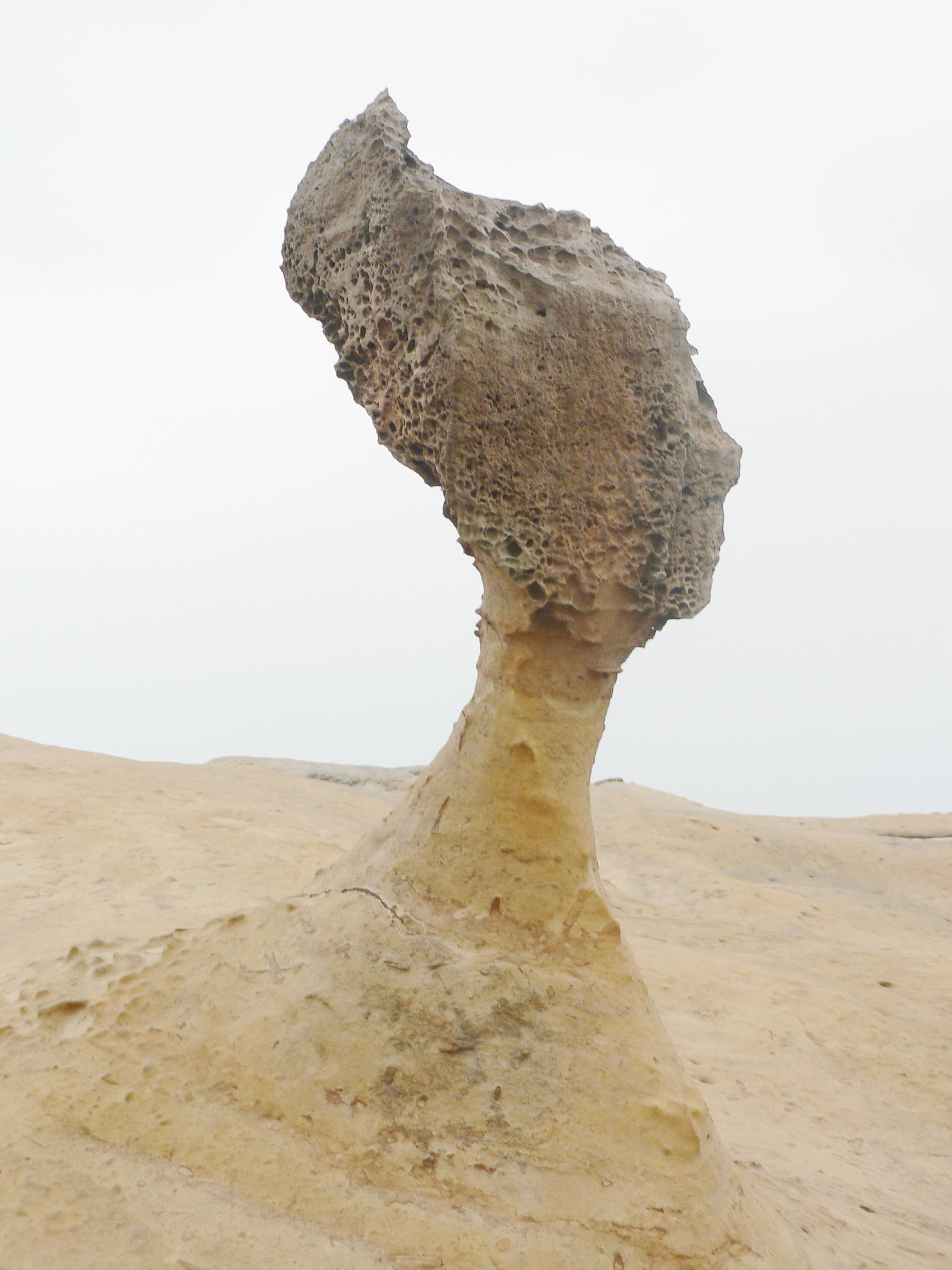
La Tête de la reine, la plus connue des figures d'érosion de Yehliu.
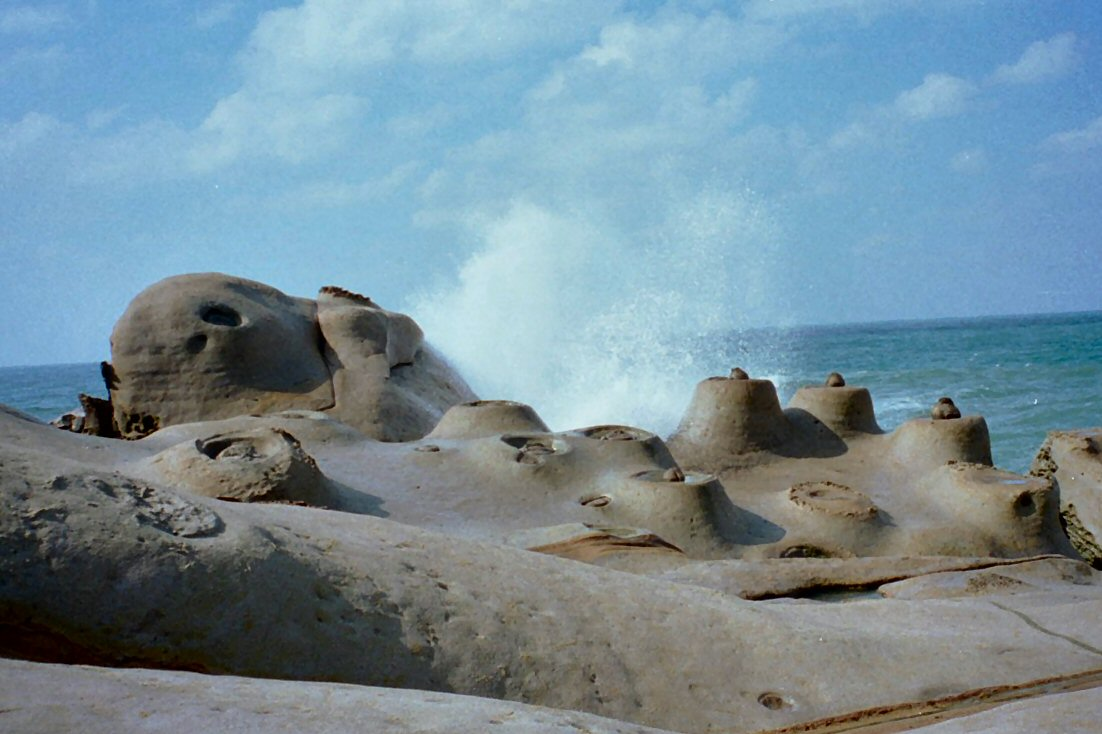
Sea Candles
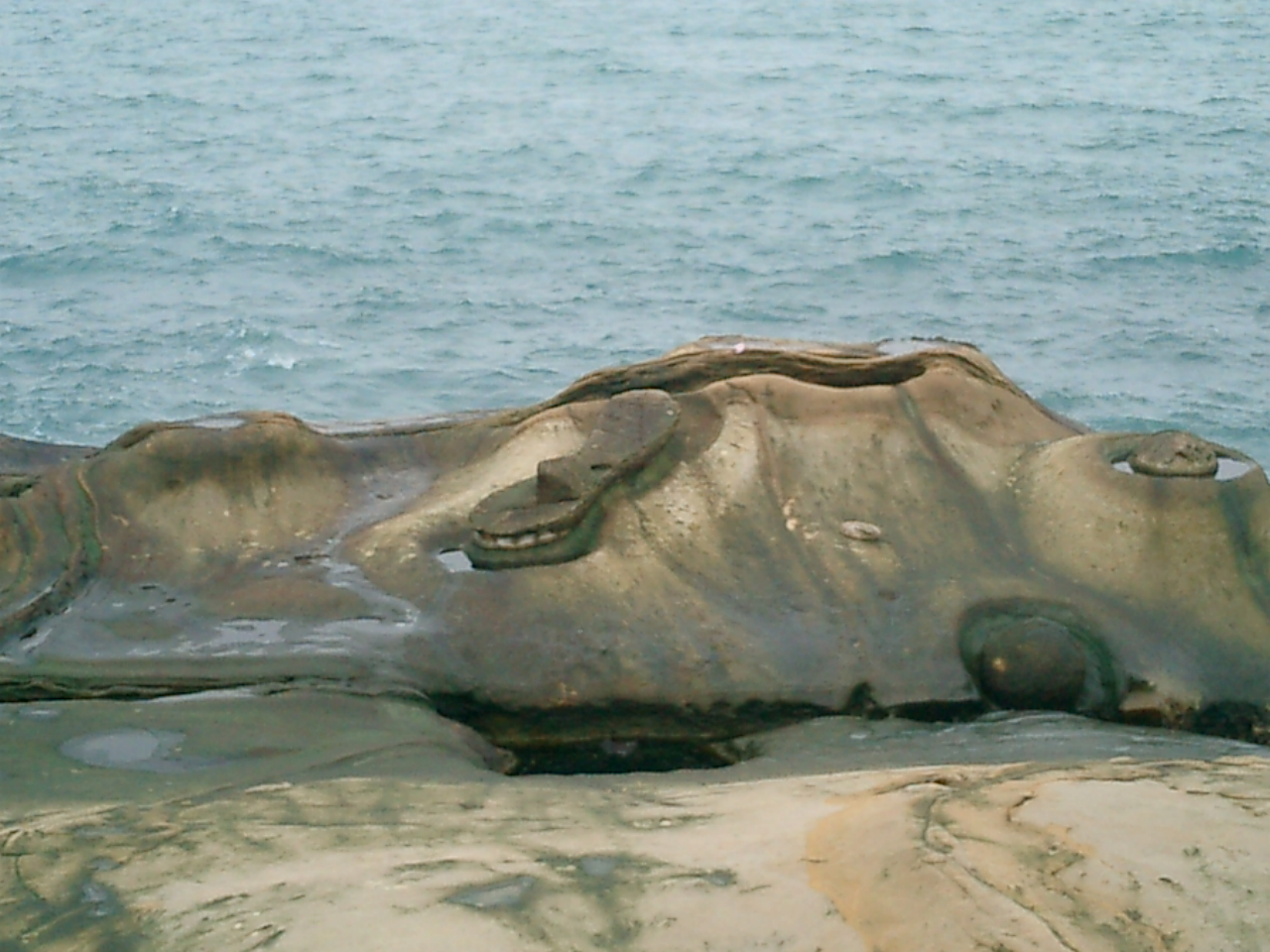
Fairy Shoe
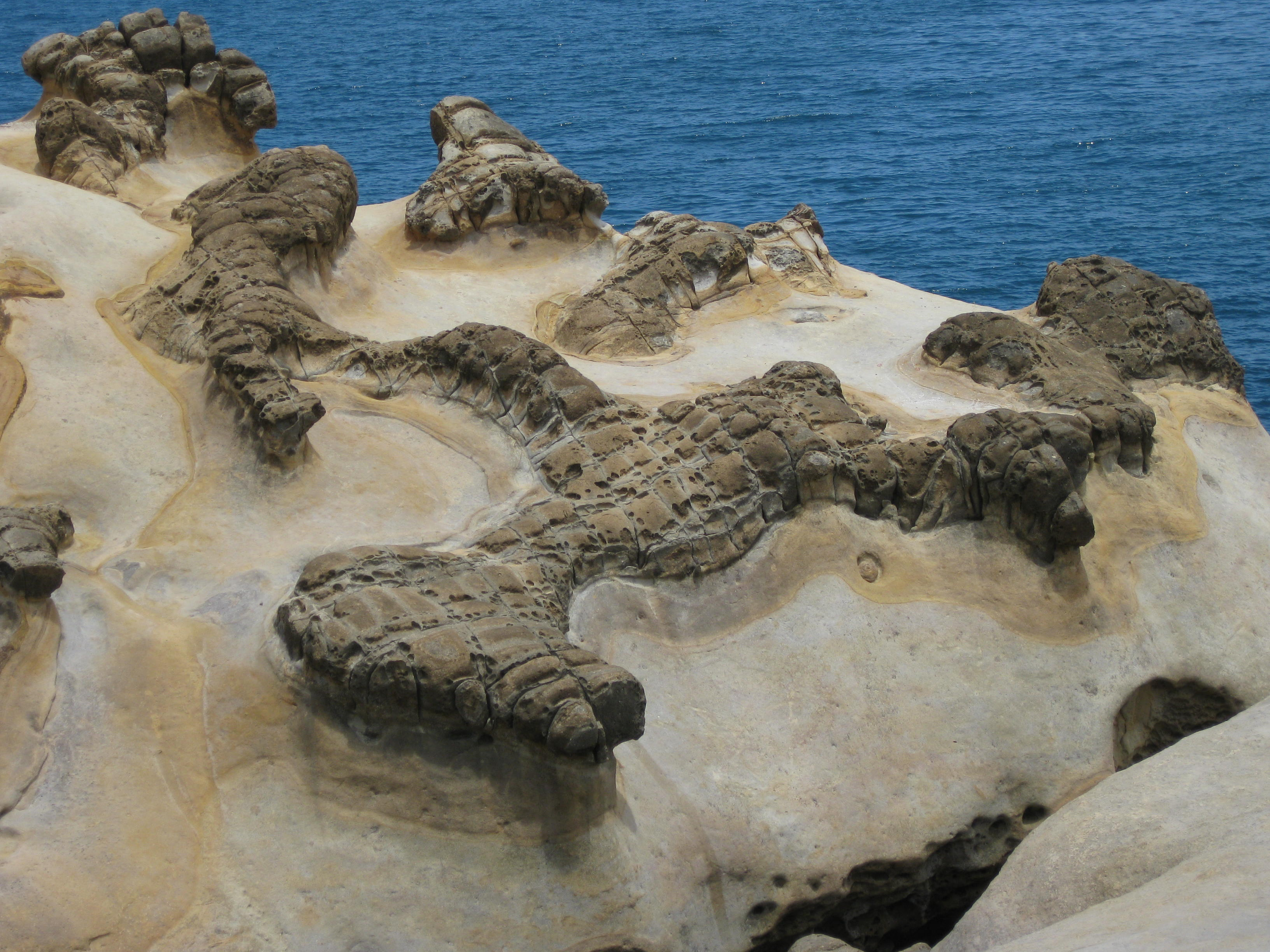
Ginger Rocks
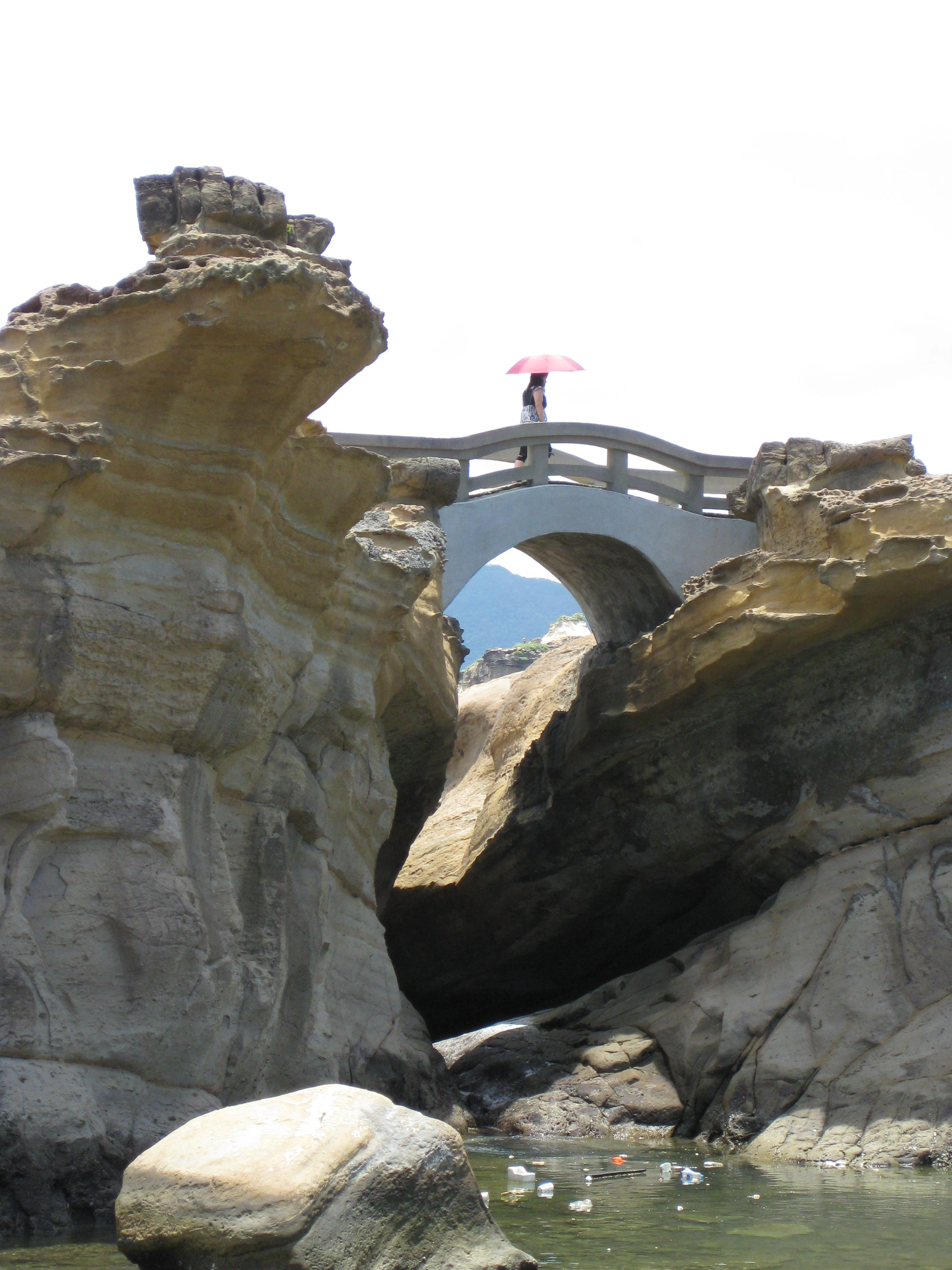
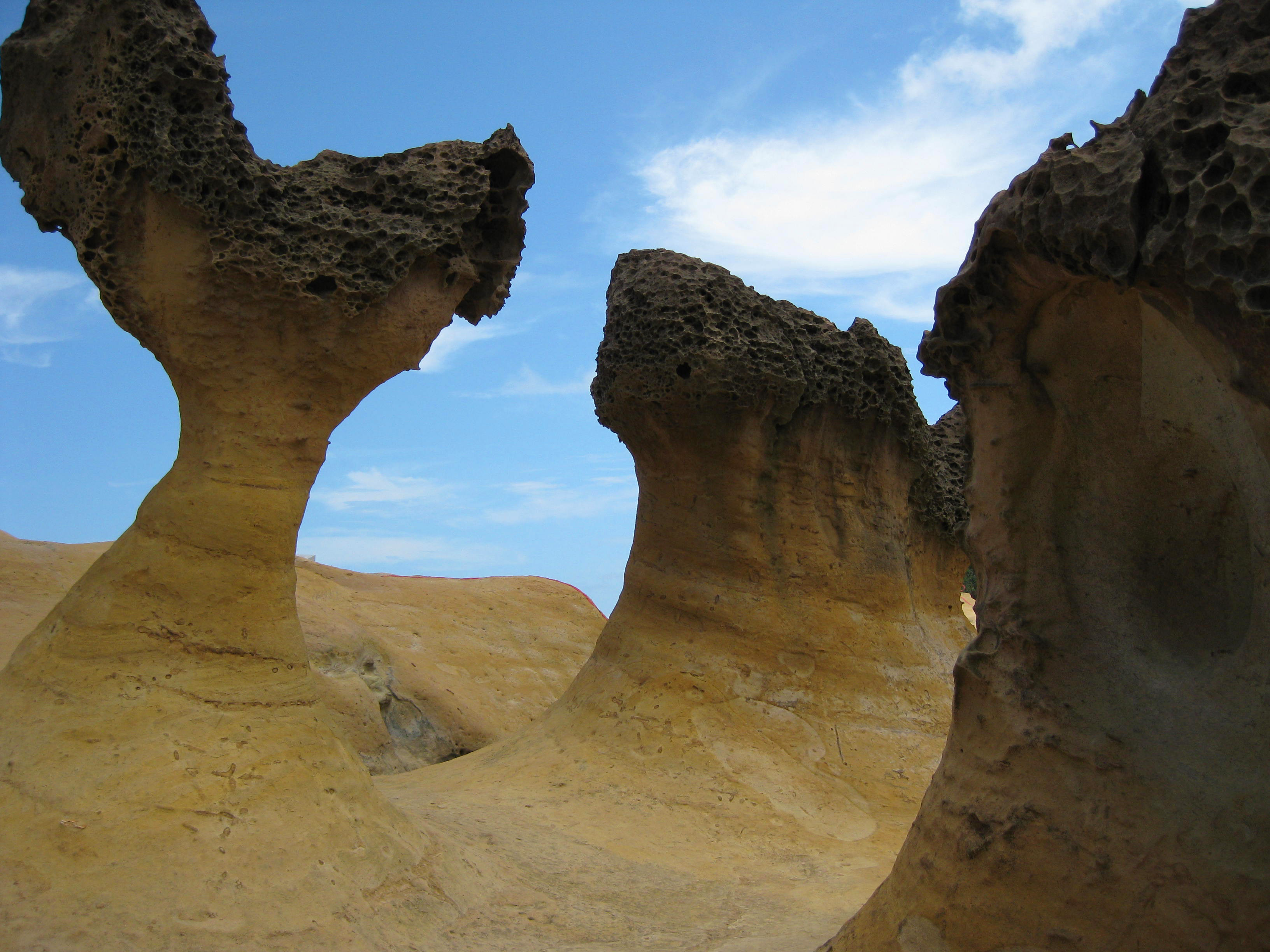
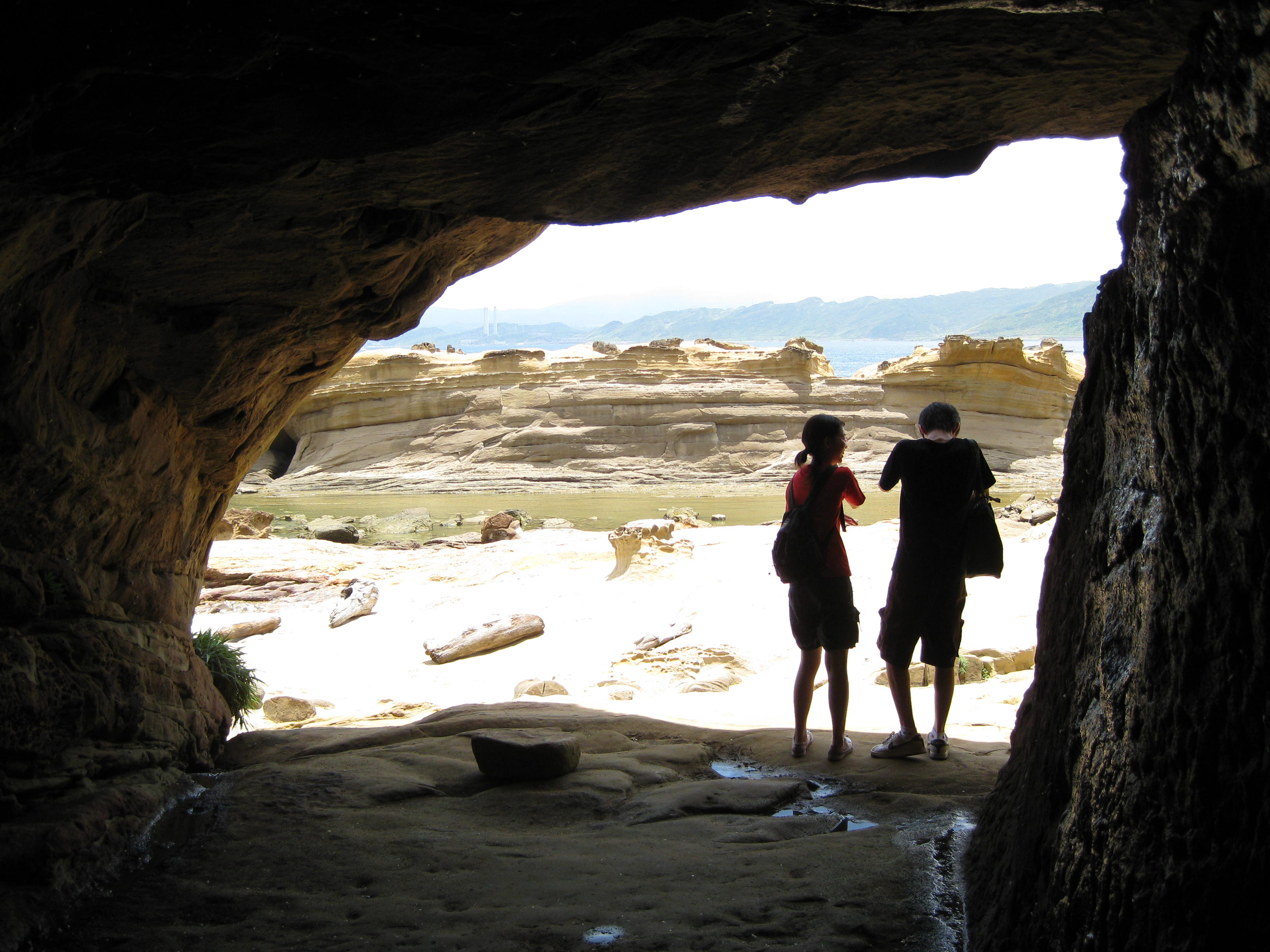
Grotte à Yehliu.